# Gilbert Doucet
Gilbert Jean Vincent Doucet (Lourdes, 25 marzo 1956 – Tolone, 7 luglio 2020) è stato un rugbista a 15 e allenatore di rugby a 15 francese, attivo in carriera agonistica nel ruolo di terza linea centro.
Intrapresa la carriera tecnica, allenò in Francia e Italia, guidando nel 200 il Rugby Roma alla vittoria del suo quinto scudetto

## Biografia
Nativo di Lourdes ivi iniziò la sua carriera da rugbista per poi trasferirsi a La Seyne-sur-Mer.
Fu poi al RC Nizza e soprattutto Tolone con cui fu campione di Francia nel 1987.
Chiuse la carriera agonistica e, contestualmente, iniziò quella tecnica, allo SMUC di Marsiglia nel 1991, per poi assumere la guida del La Seyne, Tolone e Grenoble.
Nel 1998 fu ingaggiato in Italia dal Rugby Roma con cui al primo anno nella Capitale vinse la Coppa Italia e l'anno successivo lo scudetto battendo in finale al Flaminio L’Aquila.
Nel 2002 fu al Calvisano con cui giunse alla finale di campionato del 2003 e vinse la Coppa Italia 2003-04.
Tornato in Francia, guidò Bayonne alla promozione in Top 16, poi rimpiazzò Alain Teixidor alla guida del Tolone nel 2006, anche se il suo incarico fu terminato dal presidente del club Boudjellal con l'esonero.
Successivamente fu ad Pais d'Aix, con cui conquistò una promozione in Pro D2, e poi a Nizza.
Il 7 luglio 2020 è morto a 64 anni a causa di un arresto cardiaco.

## Palmarès

### Giocatore
- Campionati francesi: 1
Tolone: 1986-87

### Allenatore
- Campionati italiani: 1
Rugby Roma: 1999-2000
- Coppe Italia: 2
Rugby Roma: 1998-99
Calvisano: 2003-04